# أحمد وايحمان
أحمد ويحمان هو ناشط حقوقي مغربي ورئيس المرصد المغربي لمناهضة التطبيع، وهو ائتلاف مدني يعنى برصد ومناهضة كافة أشكال التطبيع بين المغرب وإسرائيل. يُعرف بمواقفه القوية المناصرة للقضية الفلسطينية، ومعارضته العلنية للتطبيع في المجالات الاقتصادية والسياسية والثقافية.

## النشاط الحقوقي والسياسي
يُعد ويحمان من أبرز الشخصيات المدنية المناهضة للتطبيع في المغرب، حيث يقود حملات توعوية وميدانية ضد ما يصفه بـ"الاختراق الصهيوني" داخل المغرب. يرى أن التطبيع ليس فقط سياسيًا، بل يشمل قطاعات الزراعة، الاقتصاد، التعليم، والرياضة، والإعلام وهو ما يشكل خطرًا على السيادة الوطنية والهوية الحضارية. في مارس 2024، بعث ويحمان برسالة إلى إسماعيل هنية، رئيس المكتب السياسي لحركة حماس، أكد فيها دعم المرصد المغربي لمناهضة التطبيع الكامل لـ"معركة طوفان الأقصى". وجاء في الرسالة أن الشعب المغربي لا يزال يعبّر في مختلف المدن عن رفضه للتطبيع ودعمه للمقاومة بكل الوسائل المتاحة.
في 26 أكتوبر 2019، تم توقيف أحمد ويحمان خلال وقفة احتجاجية ضد عرض معدات زراعية إسرائيلية في معرض التمور بمدينة أرفود. بتاريخ 7 نوفمبر 2019، حكمت المحكمة الابتدائية بالرشيدية عليه بشهر واحد حبسا نافذا وغرامة مالية. أدانت 21 هيئة حقوقية منضوية تحت لواء "الائتلاف المغربي لهيئات حقوق الإنسان" الحكم واعتبرته جائرًا، مطالبة بالإفراج الفوري عنه.

## مؤلفاته
- بيبيو.. الخراب على الباب، 2020